# Heartfield
För konstnären, se John Heartfield
Heartfield var ett amerikanskt företag som tillverkade elgitarrer. Det ägdes en tid av Fender Musical Instruments Corporation, varvid företagsnamnet var Heartfield by Fender. Gitarrerna hade en modern design och deras mest kända serie var Talonserien (I-V).